# Idtjärnsflogen
Idtjärnsflogen är en sjö i Gagnefs kommun i Dalarna och ingår i Dalälvens huvudavrinningsområde.